# خاکسار
خاکسار یک نام خانوادگی است. افراد سرشناس با این نام از این قرارند:
- پیمان خاکسار (زادهٔ ۱۳۵۴) مترجم ایرانی
- طراوت خاکسار کاراته‌کای ایرانی
- فیض محمد خاکسار (زادهٔ ۱۹۴۲) کشتی‌گیر اهل افغانستان
- منصور خاکسار (۱۳۱۸–۱۳۸۸) شاعر، نویسنده و فعال سیاسی ایرانی
- نسیم خاکسار (زادهٔ ۱۳۲۲) نویسنده و نمایش‌نامه‌نویس ایرانی